# Sarduri IV
Sarduri IV, Sardur IV – król Urartu, panujący prawdopodobnie w latach 625–620 p.n.e.
Panowanie Sarduriego IV przypadło na kryzys państwowości Urartu. Władza traciła wpływy w centralnej części państwa, a stolica Urartu została przeniesiona z Tuszpy, położonej nad brzegiem jeziora Wan do Tejszebaini na Zakaukaziu. O schyłkowym okresie historii Urartu jest niewiele wzmianek. Informacje o Sardurim IV zawierają dwa napisy, których sens wywołuje dyskusję wśród naukowców. Badacz historii Urartu z połowy XX wieku – I.M. Djakonow – przypuszczał, że Sarduri IV był synem Sarduriego III. W momencie śmierci ojca nie był pełnoletni, dlatego na tronie urartyjskim zasiadł jego stryj – Erimena. Około 600 roku p.n.e., po śmierci Rusy III, Sarduri IV objął tron i był ostatnim królem urartyjskim. Na okres jego panowania przypadło zburzenie ostatniej miasta-twierdzy Urartu, a zarazem stolicy – Tejszebaini.
Późniejszy badacz – N.W. Arutiunian – był w posiadaniu nowych danych z wykopalisk archeologicznych na wzgórzu Karmir Blur. Zgodnie z nimi założył, że Sarduri IV rządził w Urartu bezpośrednio po śmierci swojego ojca. Erimena był drugim synem, a nie bratem Sarduriego III i prawdopodobnie pozbawił tronu Sarduriego IV około 620 roku p.n.e. Współczesna nauka nie posiada wystarczającej ilości informacji, żeby rozwiązać wątpliwości wokół kwestii panowania Sarduriego IV.